# Nam Cường (ca sĩ)
Nam Cường (tên đầy đủ là Nguyễn Nam Cường, sinh ngày 16 tháng 9 năm 1985) là một nam ca sĩ, diễn viên và MC người Việt Nam. Anh được biết đến là cựu thành viên nhóm nhạc Yoband! (là nhóm nhạc gồm những người thắng cuộc trong cuộc thi "Yo! Cùng ước mơ xanh" do nhãn hàng YoMost và VTV thực hiện năm 2003).

## Tiểu sử và sự nghiệp
Nam Cường sinh ra tại Đà Nẵng. Vốn đam mê ca hát từ lúc bé, từ lúc 3 tuổi Nam Cường đã có thể hát nghêu ngao rất nhiều bài hát trước mặt nhiều người.
Do điều kiện không cho phép nên việc ca hát của Nam Cường đơn giản chỉ là sự yêu thích chứ không được vào học trong nhà thiếu nhi như những người bạn cùng thời. Và cứ thế niềm yêu thích cứ lớn dần theo năm tháng đến trường, nhưng càng lớn Nam Cường càng rụt rè, không dám thể hiện mình, chỉ dám hát ở nhà và trong lớp.
Mãi đến năm lớp 10 trong một lần thi văn nghệ cho lớp, Nam Cường được nhà trường phát hiện và bắt đầu mạnh dạn tham gia những hoạt động văn nghệ sôi nổi không chỉ là các phong trào của trường PTTH Phan Châu Trinh (Đà Nẵng) mà còn tham gia rất tốt các phong trào văn nghệ HSSV thành phố Đà Nẵng. Cùng những thành viên trong đội văn nghệ trường, Nam Cường đã mang về rất nhiều huy chương và thành tích cao tại các hội diễn ca múa nhạc.
Năm 2002 lúc đang học lớp 11 Nam Cường đã đoạt giải nhất Học Sinh - Sinh Viên thanh lịch toàn thành phố Đà Nẵng.
Năm 2003 lúc đang học lớp 12 Nam Cường đoạt huy chương Vàng tiếng hát HSSV toàn thành phố Đà Nẵng.
Năm 2003 cũng là năm tốt nghiệp phổ thông trung học và Nam Cường mạnh dạn gởi CD tham dự chương trình "Yo! Cùng Ước Mơ Xanh" do công ty YoMost và VTV3 phối hợp tổ chức. Bằng những gì thuộc về bản năng Nam Cường đã sử dụng thật tốt trong từng phần thi của cuộc thi "Yo! Cùng ước mơ xanh". Qua mỗi vòng thi Nam Cường đã để lại nhiều ấn tượng mạnh mẽ với những khán giả trẻ trên khắp cả nước. Với hình ảnh thư sinh hiền lành như chính những gì vốn có từ cuộc sống hằng ngày, Nam Cường đã thể hiện trên sân khấu và được các bạn trẻ yêu mến qua những ca khúc như Tạm Biệt, Tình khúc Vàng v.v...
Trong suốt quá trình diễn ra cuộc thi, Nam Cường liên tiếp nhận được những thư từ và email của khán giả khắp nơi gửi về, kỷ lục nhất là một ngày nhận được 70 lá thư tay chưa kể email. Đây là một điều khích lệ đáng quý giúp Nam Cường trở thành người thắng cuộc cao nhất cùng với Minh Thư, Tóc Tiên, Viết Thanh.
Nam Cường, Minh Thư, Tóc Tiên, Viết Thanh lập thành nhóm nhạc Yoband! nhưng chỉ hoạt động trong một thời gian ngắn theo hợp đồng và mỗi người đều muốn phát triển cho sự nghiệp solo của mình. Nhưng trong khoảng thời gian ngắn đó cũng đủ để khán giả nhớ đến Yoband! với những ca khúc như Tình Ca (Quốc Bảo), Phút Yêu Đầu (Bảo Lư)... được xuất hiện liên tục trên truyền hình.
Có thể nói đó là những bước khởi đầu khá thuận lợi cho sự nghiệp ca hát của Nam Cường cùng với những lời mời đến từ một số công ty âm nhạc. Nhưng với những gì chỉ thuộc về bản năng không đủ để Nam Cường làm nên một sự nghiệp tại mảnh đất Sài Gòn đầy sôi động khi bên cạnh không một người quen biết. Một mình "bon chen" tại Sài Gòn, Nam Cường biết chỉ một mình không thể làm nên chuyện gì. Nam Cường quyết định theo học tại trường Cao đẳng Sân khấu Điện ảnh, song song học luyện thanh cùng Nghệ sĩ Nhân dân Trần Hiếu. Tạm gác lại những dự tính và ước mơ cho âm nhạc của mình.
Sau những năm theo học và tham gia vào cuộc sống âm nhạc nơi đây, Nam Cường muốn đánh dấu việc trở lại thật sự của mình với khán giả bằng album đầu tay "Đồng Thoại". Nhưng việc kiếm cho mình một lối đi riêng trong âm nhạc vào thời buổi này thật khó. Và may mắn khi Nam Cường cùng nhạc sĩ Tăng Nhật Tuệ đã gặp được sự đồng cảm trong âm nhạc và Tăng Nhật Tuệ đã giúp cho Nam Cường có được một không gian âm nhạc mới.
Và ngày 7 tháng 10 năm 2008 album Đồng Thoại được ra đời dựa trên sự đồng cảm ấy. "Đồng Thoại" là những cảm xúc về những ngày đã qua được thể hiện qua từng ca khúc, được vẽ lên như những bức tranh thật đẹp sống động. Với lối hát không sử dụng quá nhiều kỹ thuật, thật tự nhiên thể hiện cái mộc mạc trong từng ca khúc, để cảm xúc cứ thế bay lên theo từng câu hát.
Phải kể đến trong album Đồng Thoại những ca khúc đã để lại dấu ấn như ca khúc chủ đề Đồng Thoại từng đoạt giải ca khúc do khán giả bình chọn chương trình Bài Hát Việt 2007, ca khúc Không có bài tình ca cuối: Nam Cường song ca cùng Tóc Tiên đây là ca khúc từng đoạt giải hội đồng nghệ thuật Bài Hát Việt 2007. Ngoài ra các ca khúc Mục Đồng, Cỏ Dại, Xuân Bình Yên cũng đang được nhiều khán giả quan tâm khi Cường up lên mạng và thử diễn trước vài chương trình. Với Đồng Thoại, Nam Cường muốn hướng đến các bạn trẻ với hình ảnh trẻ trung, trong sáng pha chút nét suy tư.
Nam Cường bắt đầu được nổi tiếng nhờ ca khúc Bay giữa ngân hà trong album vol.2 cùng tên. Sáng tác của nhạc sĩ Nguyễn Văn Chung với ca từ ngọt ngào, nhẹ nhàng cùng giọng hát trầm ấm đã đưa Nam Cường lên hàng những ca sĩ được yêu thích nhất. Sau đó anh hợp tác cùng Khắc Việt. Các sáng tác của Khắc Việt đã mang lại thành công rất lớn cho Nam Cường. Bài hát Khó đạt hơn 20 triệu lượt nghe chỉ trên trang Zing Mp3, rồi các bài hát Đoạn cuối con đường, Phải là anh, Hết đều mang lại thành công đáng kể.

## Album đã phát hành
- Vol.01 Đồng thoại (2008)
- Vol.02 Bay giữa ngân hà (2009)
- Vol.03 Phải là anh (2010)
- Album Lời Hứa (2011)
- Tìm Trong Kỷ Niệm (2011)
- Vol.04 I Have A Dream (2012)
- Vol.05 Sợ (2012)
- Single Nói Đi Em (2012)

## Phim đã tham gia
| Năm  | Tựa phim                  | Vai diễn               | Kênh / Định dạng | Đóng với               |
| ---- | ------------------------- | ---------------------- | ---------------- | ---------------------- |
| 2005 | Vòng xoáy tình yêu        |                        | HTV7             |                        |
| 2008 | Kính vạn hoa (phần 3)     | Dưỡng                  | HTV9             |                        |
| 2008 | Nữ sinh                   | Sơn                    | HTV9             |                        |
| 2008 | Cao su mùa lá rụng        |                        | BTV              |                        |
| 2010 | Những thiên thần áo trắng | Bắc                    | VTV3             |                        |
| 2010 | Chuyện đời                | Tiêu Đảm Đan           | HTV7             |                        |
| 2010 | Những cô cậu tuổi ô mai   | An                     | VTV9             |                        |
| 2010 | Tham vọng                 | Khoa (lúc thiếu niên)  | HTV7             |                        |
| 2011 | Lòng dạ đàn bà            | Trạng sư Thái Duy Càng | HTV9             |                        |
| 2015 | Con nhà giàu              |                        | VTV9             |                        |
| 2017 | Xóm trọ 3D                | Tú                     | Điện Ảnh         |                        |
| 2017 | Duyên định kim tiền       | Trường Vinh            | TodayTV          |                        |
| 2018 | Không như ngày hôm qua    | Dương                  | VTV9             | Mai Bảo Ngọc, Tường Vy |
| 2020 | Phiên khúc đoàn viên      | Phong                  | VTV3             | Oanh Kiều              |
| 2021 | Một đám cưới ba nàng dâu  | Lộc                    | THVL1            | Kim Nhã                |
| 2022 | Hội bỉm sữa vi diệu       | Hiệp                   | Web Drama        |                        |

2022: Gia đình khó dễ  vai Hùng Bá

## Chương trình truyền hình
- Hát với ngôi sao (2010)
- Lữ khách 24h (2010)
- Đi tìm ẩn số (2011)
- Đọ sức âm nhạc (2012)
- Về trường (2012)
- Thử tài thách trí (2012)
- Cùng nhau tỏa sáng (2014)
- Vào bếp là chuyện nhỏ (2014)
- Một trăm triệu một phút (2015)
- Ai thông minh hơn học sinh lớp 5 (2016)
- Chung sức (2016)
- Đàn ông phải thế (2016)
- Cao thủ đấu nhạc (2018)
- Giải mã tri kỷ (2019)
- Ai là bậc thầy chính hiệu? (2019)
- Khẩu vị ngôi sao (2019)
- 5 vòng vàng kỳ ảo (2021)
- Lạ lắm à nha (2021)
- À đúng rồi (2021)
- Khoảnh khắc rực rỡ (2022)
- Vì bạn xứng đáng (2022)
- Úm ba la ra chữ gì (2023)
- Hẹn hò cùng ngôi sao (2023)
- Nhanh như chớp (2023)

## Thành tích
- Giải nhất HSSV Thanh lịch Đà Nẵng (2002)
- Huy chương vàng tiếng hát HSSV Đà Nẵng (2003)
- Giải nhất Yo! Cùng ước mơ xanh (2004)
- Huy chương vàng liên hoan ca múa nhạc trường nghệ thuật toàn quốc (2008).
- Top 5 Album Vàng tháng 6 với album Bay giữa ngân hà (Album Vàng 2010).
- Quán quân Người kể chuyện tình (2017)